# Карафа дел Бианко
Кара̀фа дел Биа̀нко (на италиански: Caraffa del Bianco) е село и община в Южна Италия, провинция Реджо Калабрия, регион Калабрия. Разположено е на 355 m надморска височина. Населението на общината е 524 души (към 2012 г.).